# Anthericum liliago
Anthericum liliago — вид квіткових рослин родини холодкових (Asparagaceae). Ареал: Албанія, Австрія, Бельгія, Болгарія, Чехія, Данія, Франція, Німеччина, Греція, Угорщина, Італія, Польща, Португалія, Румунія, Іспанія, Швеція, Швейцарія, Туреччина, колишня Югославія; вимер у Нідерландах; інтродукований до України.

## Середовище
Росте на сонячних, кам'янистих і сухих схилах, уникаючи вапняних ґрунтів. 

## Біоморфологічна характеристика
Багаторічна трав'яниста рослина з коротким кореневищем і м'ясистим корінням, 30–70 см заввишки. Стебло пряме, просте. Листки лінійні, довжиною 10–50 см, шириною 0,2–0,7 см, більш-менш складені в приземну розетку.
Квітки білі, 3–4 см завширшки, найчастіше зібрані в просту китицю, усі пелюстки приблизно однакової ширини, іноді внутрішні трохи ширші. Цвіте з травня по червень. Тичинка коротша за оцвітину. Плід — яйцювата коробочка.

## Використання
Іноді культивується як декоративна рослина. Це медоносна рослина, яка раніше також використовувалася в фітотерапії.

## Галерея

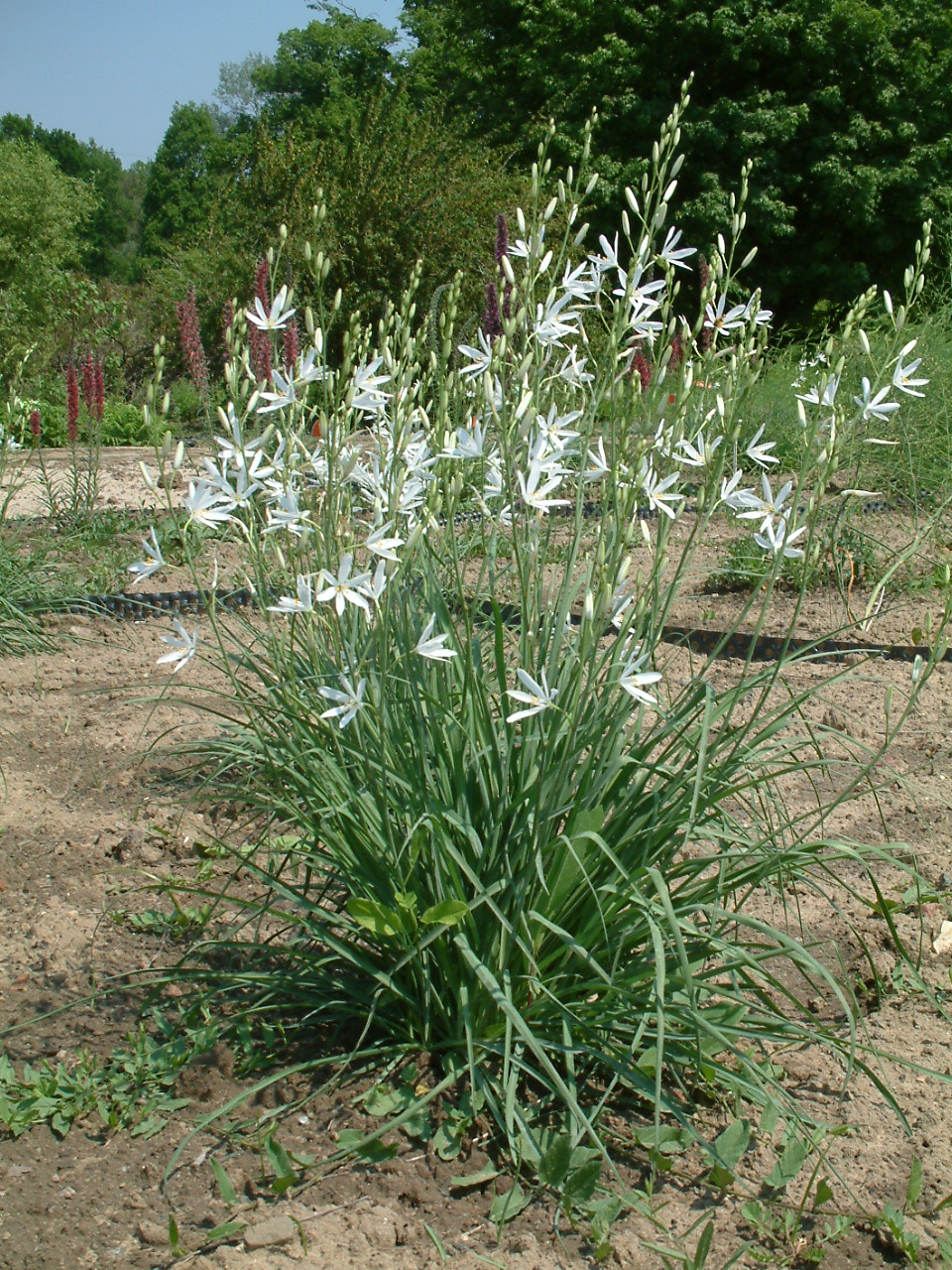
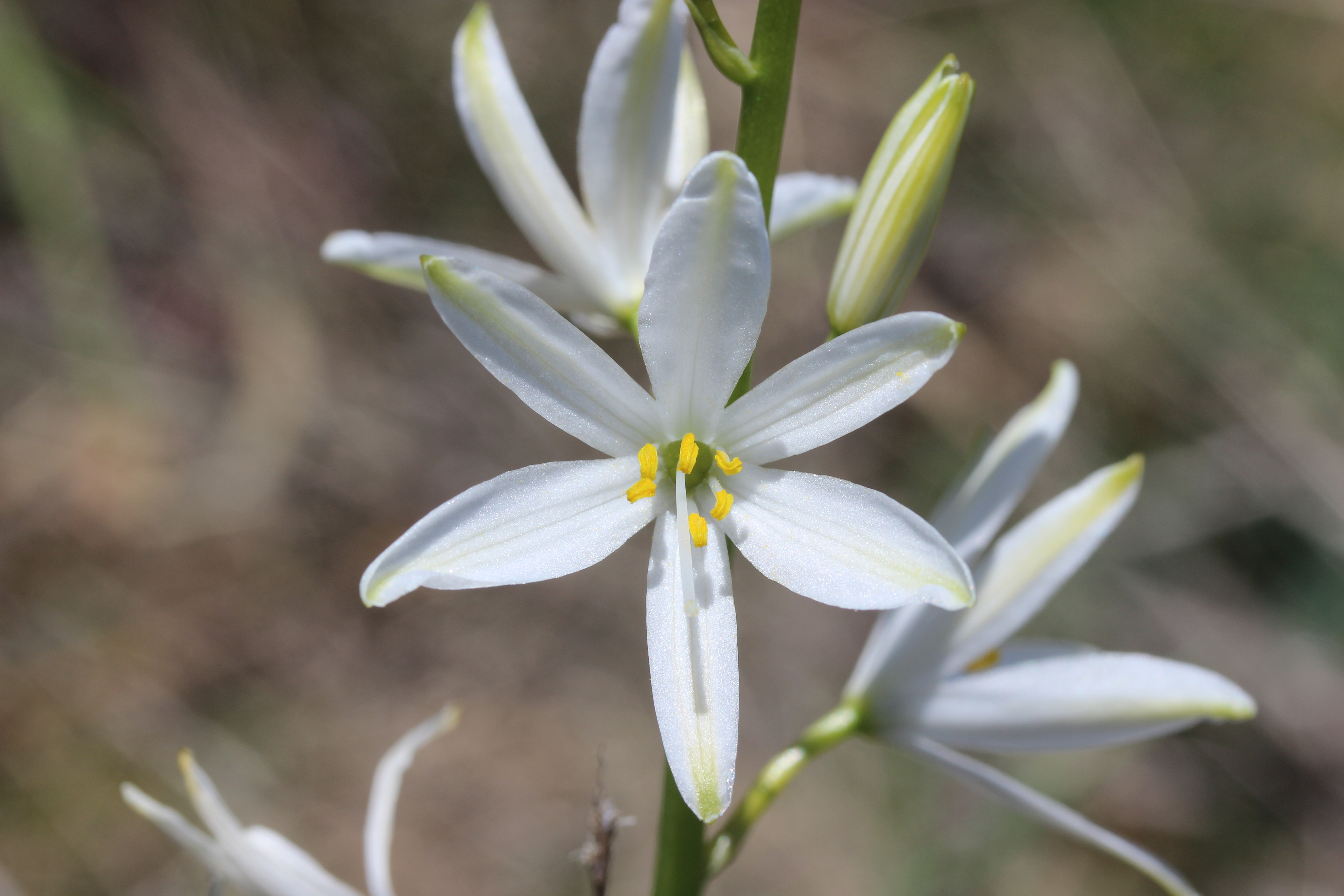
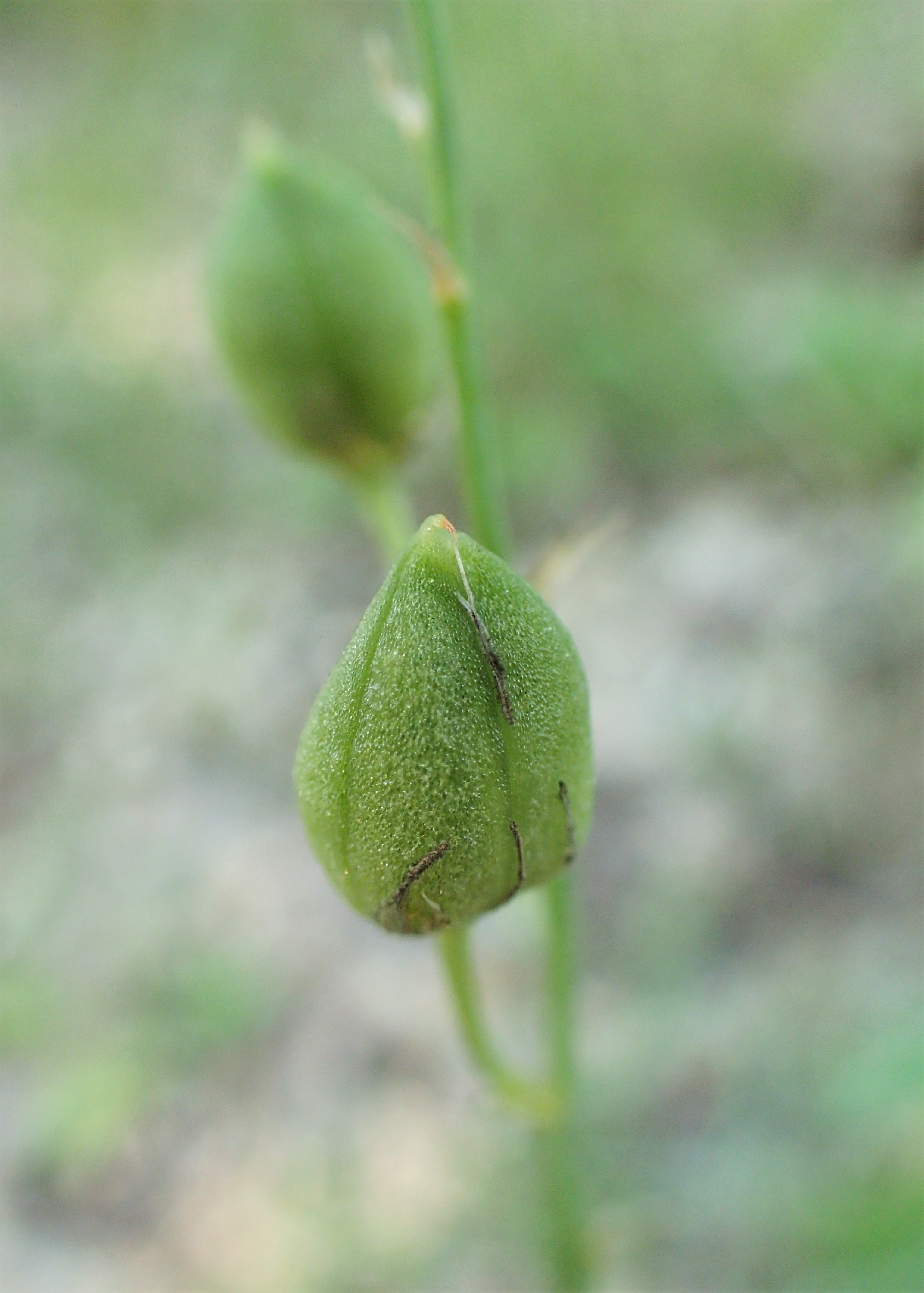
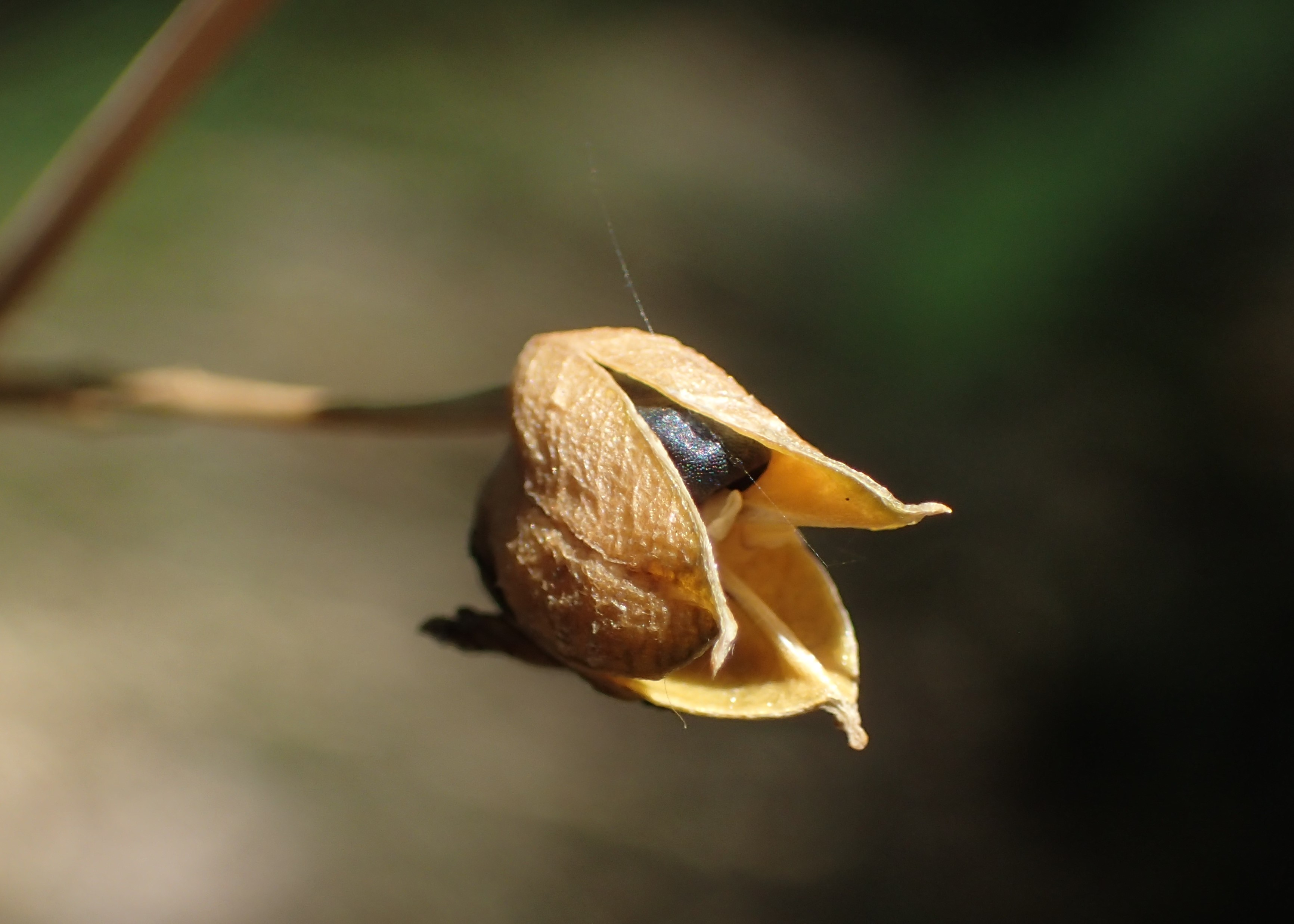